# Guntur
Guntur este un oraș în India.